# Енквиц

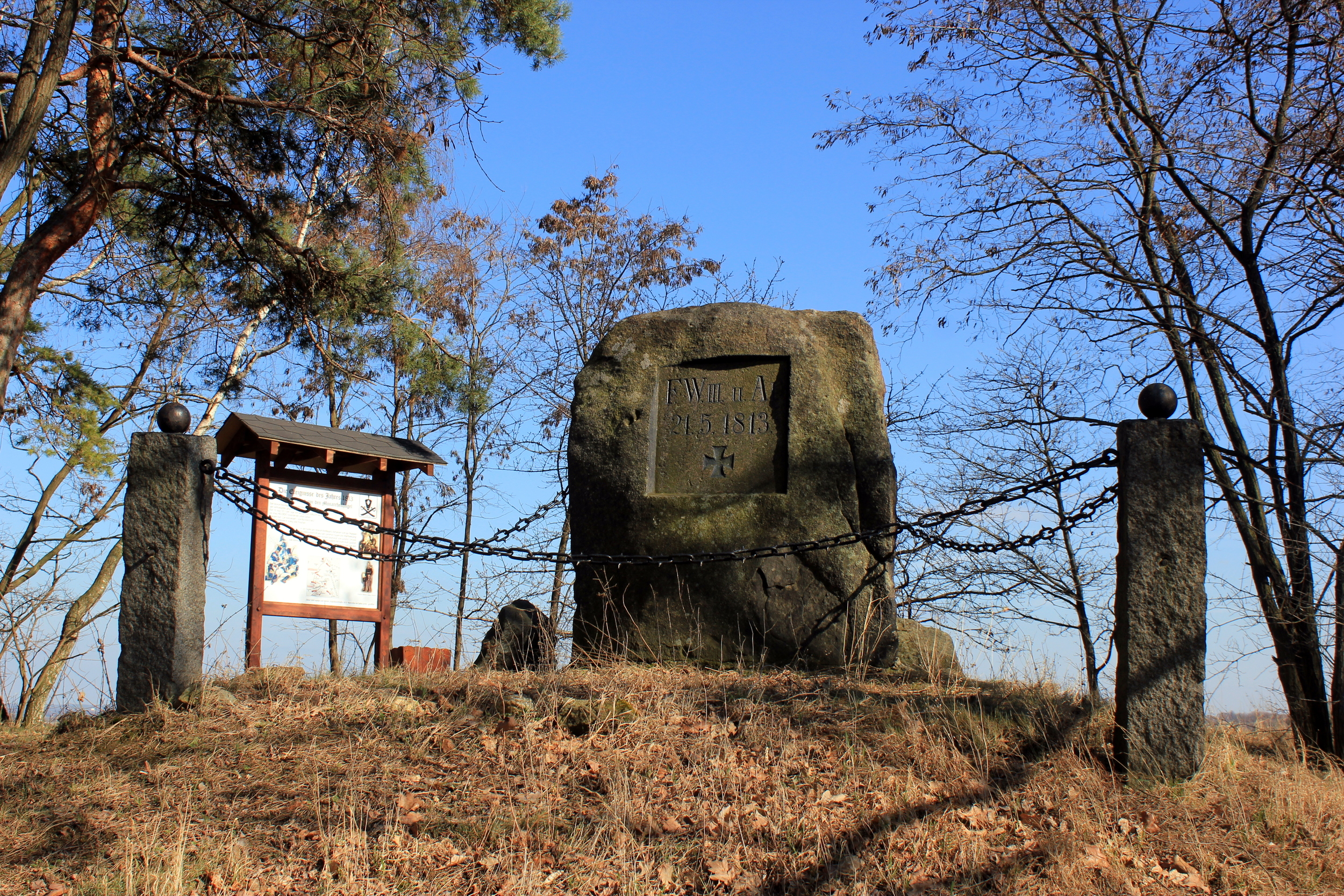
Памятник погибшим в битве при Баутцене, памятник культуры и истории Саксонии

Е́нквиц или Йе́нкецы (нем. Jenkwitz; в.-луж. Jenkecy) — деревня в Верхней Лужице, Германия. Входит в состав коммуны Кубшюц района Баутцен в земле Саксония. Подчиняется административному округу Дрезден.

## География
Располагается юго-восточнее Баутцена около автомобильной дороге 6.
Соседние населённые пункты: на севере — деревня Цыжецы, на северо-востоке — деревня Бошецы, на востоке — административный центр коммуны Кубшюц, на юго-западе — деревня Рабоцы и на западе — деревня деревня Вурицы (входит в городские границы Баутцена).

## История
Впервые упоминается в 1360 году под наименованиями Jankewicz и Jenkewicz.
Около деревни находится холм под названием Monarchowa hórka (215 м.), возле которого произошла одна из битв между наполеоновскими и российскими войсками.
С 1950 по 1973 года деревня входила в коммун Рабиц, с 1973 по 1979 года — в коммуну Грубдиц и с 1979 по 1994 года — в коммуну Башюц. С 1994 года входит в современную коммуну Кубшюц.
В настоящее время деревня входит в состав культурно-территориальной автономии «Лужицкая поселенческая область», на территории которой действуют законодательные акты земель Саксонии и Бранденбурга, содействующие сохранению лужицких языков и культуры лужичан.
Исторические немецкие наименования.
- Jankewicz, Jenkewicz, 1360
- Jangkewicz, 1400
- Jangkewicz, 1437
- Jangkwicz, 1564
- Jenckwitz, 1618
- Jängwitz, 1721

Историческое серболужицкое наименование.
- Jeńkecy

## Население
Официальным языком в населённом пункте, помимо немецкого, является также верхнелужицкий язык.
Согласно статистическому сочинению «Dodawki k statisticy a etnografiji łužickich Serbow» Арношта Муки в 1884 году в деревне проживало 251 человека (из них — 243 серболужичанина (96 %)).
Лужицкий демограф Арношт Черник в своём сочинении «Die Entwicklung der sorbischen Bevölkerung» указывает, что в 1956 году при общей численности в 973 человека серболужицкое население деревни составляло 23,7 % (из них верхнелужицким языком владело 201 взрослых и 40 несовершеннолетних).
| 1834 | 1871 | 1890 | 1910 | 1925 | 1939 | 1946 | 1950 | 1964 | 1990 | 2011 |
| ---- | ---- | ---- | ---- | ---- | ---- | ---- | ---- | ---- | ---- | ---- |
| 196  | 261  | 273  | 286  | 354  | 443  | 470  | 1014 | 846  | 1242 | 342  |

## Достопримечательности
Памятники культуры и истории земли Саксония
- Памятник погибшим в битве при Баутцене, 1813 год (№ 09301165)
- Жилой дом с хозяйственными постройками, Döhlen 8, вторая половина 19 века (№ 09251968)
- Жилой дом, Am Monarchenhügel 14, 1819 год (№ 09251972)
- Жилой дом, Auenweg 10, 1790 год (№ 09251970)
- Жилой дом, Auenweg 30, 1866 год (№ 09251971)
- Жилой дом, Auenweg 30, 1866 год (№ 09251971)
- Гостиный дом, Mühlenweg 2, 1736 год (№ 09251976)
- Каменный дорожный указатель, 19 век (№ 09301171)
- Сухая каменная кладка стены дома, Mühlenweg (Flurstück 13), 19 век (№ 09301172)